# Teoría tricromática de Young-Helmholtz

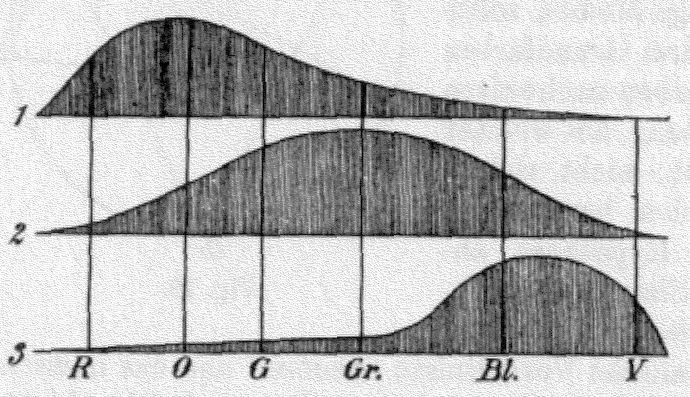
Thomas Young y Hermann von Helmholtz asumieron que la retina del ojo consta de tres tipos diferentes de receptores de luz para el rojo, el verde y el azul

La teoría de Young-Helmholtz (basada en los trabajos de Thomas Young y Hermann von Helmholtz en el siglo XIX), también conocida como teoría tricromática, es una teoría de la visión del color tricromática, es decir, la forma en que el sistema visual da lugar a la experiencia fenomenológica del color. En 1802, Young postuló la existencia de tres tipos de fotorreceptores (ahora conocidos como células de cono) en el ojo, cada uno de los cuales era sensible a una gama particular de luz visible.
Hermann von Helmholtz desarrolló la teoría en 1850: que los tres tipos de conos fotorreceptores podían clasificarse como de preferencia corta (violeta), de preferencia media (verde) y de preferencia larga (rojo), según su respuesta a las longitudes de onda de la luz que incide en la retina. La intensidad relativa de las señales detectadas por los tres tipos de conos es interpretada por el cerebro como un color visible.
Por ejemplo, la luz amarilla utiliza diferentes proporciones de rojo y verde, pero poco azul, por lo que cualquier tonalidad depende de una mezcla de los tres conos, por ejemplo, un rojo fuerte sensible, un verde medio sensible y un azul poco sensible.   Además, la intensidad de los colores puede modificarse sin cambiar sus tonalidades, ya que la intensidad depende de la frecuencia de descarga al cerebro, ya que un azul-verde puede aclararse pero conservar la misma tonalidad. El sistema no es perfecto, ya que no distingue el amarillo de una mezcla de rojo y verde, pero puede detectar poderosamente los cambios ambientales sutiles. En 1857, James Maxwell utilizó el recientemente desarrollado álgebra lineal para demostrar la teoría de Young-Helmholtz.
La existencia de células sensibles a tres rangos diferentes de longitudes de onda (más sensibles al verde amarillento, al verde cianizado y al azul -no al rojo, al verde y al azul) fue demostrada por primera vez en 1956 por Gunnar Svaetichin. En 1983 se validó en retinas humanas en un experimento de Dartnall, Bowmaker y Mollon, que obtuvieron lecturas microespectrofotópicas de los conos de un solo ojo. Las primeras pruebas de esta teoría se obtuvieron observando la luz reflejada en las retinas de seres humanos vivos y la absorción de la luz por las células de la retina extraídas de los cadáveres.